# متحف إيف سان لوران في مراكش
متحف إيف سان لوران في مراكش (بالفرنسية: Musée Yves Saint Laurent de Marrakech mysLm) هو متحف مخصص لمصمم الأزياء إيف سان لوران الذي يقع في مدينة مراكش المغربية.

## التاريخ
أنشئ متحفان لعرض أعمال إيف سان لوران ومؤسسة بيير بيرجي، يوجد أحدهما في مراكش والآخر في باريس، قال لبيير بيرجي، وهو كان شريكا للمصمم: «كان من الطبيعي بناء متحف مخصص لعمل إيف سان لوران في المغرب، لأنه مدين - حتى في ألوان وأشكال ملابسه - بالكثير إلى البلاد». تم تنظيم افتتاح كلا المتحفين في عام 2017.
وقد مُوّل هذا الأخير من خلال مزاد للأعمال الفنية المغربية الذي انعقد من طرف بيير بيرج في مدينة مراكش شهر سبتمبر من سنة 2015.
تم افتتاححه يوم 19 أكتوبر 2017، وقد حصل على جائزة احسن متحف في يناير 2018 من مجلة Wallpaper العالمية للتصميم البريطاني.

## موقعه
يقع متحف ايف سان لورن في شارع إيف سان لوران الذي يقع قرب حديقة ماجوريل الذي كان مسكن لوران في المغرب قبل وفاته واذ به تحول إلى هذه الحديقة بعد مماته ومساحة للمعارض تستقبل المزيد من 700000 زائر سنويا.

## وصف
تعد مساحة المتحف 4000 م م، إذ تم تصميمه بواسطة ستوديو كو، وتم بنائه من طرف شركة بوويغويس المغربية 
يشمل قاعة للمعارض تضم أعمال إيف سان لوران، وقاعة أخرى تخص جاك ماجوريل، وقاعات عرض مؤقتة، وقاعة أخرى تضم 13 مقعدًا، يوجد كذلك متجر لبيع الهدايا والكتب، مطعم ومقهى وكذلك مكتبة تحتوي على 5000 مجلد من بينها الأعمال الاندلسية التي تعود للقرن الثاني بالإضافة إلى كتب عن علم النبات والفن الأمازيغي وعمل إيف
شكله الخارجي يأخذ المبنى ذو اللون الأرضي شكل مجموعة من المكعبات والمنحنيات، يرتدي دانتيلًا من الطوب يستحضر نسج القماش. المواد هي تيرا كوتا، والخرسانة، وتيرازو، مع الألوان التي تسمح للمبنى بالاندماج مع محيطه. تم صنع الطوب الترابي من الأرض المغربية وتم إنتاجه محليًا. terrazzo في الأمام وفي الطابق الأرضي هو مجموعة من الحجر والرخام المحلي.